# Doktorits Béla
Doktorits Béla István (Budapest, 1943. szeptember 24. – 2022. augusztus 6.) aranydiplomás orvos, a Magyar Orvosi Kamara egyik alapítója, majd korábbi főtitkára, a Mentődolgozók Önálló Szakszervezete (MÖSZ) alapítója, főorvos, egyetemi tanár.

## Pályafutása
Édesanyja Szabó Mária, bicskei származású, 12 gyermekes család tagja; édesapja Doktorits István, a Budapesti Műszaki Egyetem egykori tanszékvezetője, docense.
1961-ben érettségizett a Budapesti II. Rákóczi Ferenc Gimnáziumban, majd jelentkezett a Semmelweis Orvostudományi Egyetemre. Az aktuális politikai viszonyok miatt kérvényét elutasították, ekkor műtőssegédnek és mentőápolónak állt, és minden évben, összesen négyszer felvételizett a SOTE-ra. 1966-ban, negyedik alkalommal felvették, 1972-ben végezte el az egyetemet.
1972-től az OMSZ Kórház sebészeti-traumatológiai osztályán sikerült elhelyezkednie, ahol főállása mellett kivonuló mentőorvosi szolgálatot is ellátott. Társadalmi, közéleti aktivitása, a közösségért érzett felelőssége már egyetemi évei alatt is megmutatkozott. Aktívan és harcosan képviselte diáktársai érdekeit a hallgatói években. Orvosként az elsők között, 1988-tól vett részt a MOK alapításában. Mint a Mentőszakszervezet elnöke az első üléseken már a mentőorvosok támogatásával járult hozzá a kamara létrehozásához. Az újonnan alakult MOK-ban 1989-ben az Érdekvédelmi Bizottság vezetőjeként kezdte meg munkáját. 1990. április 22-én a MOK küldöttgyűlésén főtitkárrá választották. 
A főtitkári pozíciót két cikluson keresztül töltötte be. Lelkesedése és fáradhatatlan elkötelezettsége a MOK és az orvosi érdekvédelem iránt egész életét meghatározta. 1998-ban a MOK 10. éves évfordulójára megjelent kötetben így ír erről: „Éjszakánként gyakran KAMARÁT ÁLMODOM, egy szebbet, jobbat, konszolidáltabbat, olyat, amely nem csak orvoskollégáim, hanem a teljes társadalmunk maradéktalan megelégedésére működő, EURÓPAI SZÍNVONALÚ KÖZTESTÜLET.”